# Сент-Мартин-ин-зе-Филдс
Церковь Святого Мартина «что в полях» (англ. St Martin-in-the-Fields) — самая знаменитая приходская церковь Лондона в Вестминстере.
Находится на северо-восточном углу Трафальгарской площади, в самом центре города. Среди её прихожан — обитатели Букингемского дворца, в том числе и королевское семейство. У церкви имеется собственный оркестр — академия Святого Мартина в полях.
Впервые вестминстерская церковь во имя св. Мартина Турского упоминается в 1222 году. Нынешнее здание церкви возведено в 1720-е годы по классицистическому проекту Джеймса Гиббса, который в своё время был принят неоднозначно, но впоследствии стал чтимым образцом английской церковной архитектуры, особенно в Новой Англии, где многие старые храмы повторяют облик церкви на Трафальгарской площади.
Здание по композиции представляет собой храм типа базилики («кораблём») с шестиколонным портиком коринфского ордера, напоминающим античные постройки, над которым возносится стройная колокольня, а её шпиль венчает золотая корона. Композиция с ярусной колокольней, расположенной по оси храма, но сдвинутой в глубину относительно фасада, необычна, но характерна для лондонских церквей периода классицизма. Вместе с церквями Сент-Мэри-ле-Бау (1670—1683, К. Рен), Сент-Мэри-ле-Стрэнд (1714—1717, Дж. Гиббс) и Сент-Мартин, построенной Кристофером Реном в 1677—1684 годах, «Церковь в полях» считают одним из возможных прототипов композиции Петропавловского собора в Санкт-Петербурге.
Интерьер храма также необычен с классицистическими колоннами и хором второго яруса по обе стороны от алтаря. В церкви захоронен выдающийся английский художник эпохи Тюдор-Ренессанса Николас Хиллиард.